# Simon Ockley
Simon Ockley (Exeter, 1678 – Swavesey, 9 agosto 1720) è stato un orientalista e storico inglese, cittadino del Regno di Gran Bretagna.

## Biografia
Ricevette la sua istruzione al Queens' College di Cambridge e prese il suo baccellierato nel 1697, il suo MA. nel 1701 e il suo B.D. nel 1710.
Divenne membro del Jesus College di Cambridge e vicario di Swavesey e nel 1711 divenne Adams Professor of Arabic nell'Università, succedendo appunto a Sir Thomas Adams.
Ebbe una famiglia numerosa e negli ultimi tempi fu amareggiato dai debiti contratti: argomento che è oggetto di un capitolo del libro Calamities of Authors di Isaac D'Israeli.
La prefazione del secondo volume della sua History of the Saracens indica la sua composizione nel Cambridge Castle, dove egli languì come detenuto per debiti.
Ockley era convinto che una conoscenza della letteratura orientale era essenziale per un appropriato studio della teologia, e nella prefazione del suo primo libro, la Introductio ad linguas orientates (1706), egli sottolineava l'importanza dello studio.
Morì a Swavesey.

## Opere
- The History of the Saracens; Comprising the Lives of Mohammed and His Successors, to the Death of Abdalmelik, the Eleventh Caliph, è il suo lavoro principale. Fu pubblicato in due volumi, tra il 1708 e il 1718, e a lungo godette di grande reputazione. Sfortunatamente Ockley prese come suo referente principale un manoscritto conservato nella Bodleian, il Futūh  al-Shām del cosiddetto Pseudo-Waqidi, che era più un romanzo storico che un lavoro di storia vero e proprio, pur impiantato abbastanza solidamente su dati storici affidabili.[2]
- Una traduzione della History of the Present Jews throughout the World di Leone Modena (1707).
- Hayy ibn Yaqzan The Improvement of Human Reason, exhibited in the Life of Hai Ebn Yokdhan (1708), una traduzione inglese di Hayy ibn Yaqzan, un'opera filosofica del XII secolo composta da Ibn Tufayl.
- Traduzione dall'arabo del Secondo Libro di Esdras
- Sentences of Ali son-in-law of Mahomet, and his fourth successor. Translated from an authentick Arabick (sic! ) manuscript in the Bodleian library at Oxford, by Simon Ockley, Londra, B. Lintot, 1717.